# Каллис, Моника
Моника Каллис (нем. Monika Kallies; род. 31 июля 1956, Штральзунд, Росток), в замужестве Лешхорн (нем. Leschhorn) — немецкая гребчиха, выступавшая за сборную ГДР по академической гребле в середине 1970-х годов. Чемпионка летних Олимпийских игр в Монреале, чемпионка мира, победительница многих регат национального и международного значения.

## Биография
Моника Каллис родилась 31 июля 1956 года в городе Штральзунд, ГДР. Проходила подготовку в Потсдаме в спортивном клубе «Динамо Потсдам», позже перешла в «Динамо» из Берлина.
Впервые заявила о себе в гребле в 1974 году, выиграв национальное первенство ГДР по академической гребле.
Первого серьёзного успеха на взрослом международном уровне добилась в сезоне 1975 года, когда вошла в основной состав восточногерманской национальной сборной и побывала на чемпионате мира в Ноттингеме, откуда привезла награду золотого достоинства, выигранную в зачёте распашных рулевых восьмёрок.
Благодаря череде удачных выступлений удостоилась права защищать честь страны на летних Олимпийских играх 1976 года в Монреале — совместно с Виолой Горецки, Илоной Рихтер, Кристиане Кнеч, Бригитте Аренхольц, Хенриеттой Эберт, Хельмой Леман, Ириной Мюллер и рулевой Мариной Вильке обошла всех соперниц в программе женских восьмёрок, завоевав тем самым золотую олимпийскую медаль. За это выдающееся достижение по итогам сезона была награждена орденом «За заслуги перед Отечеством» в серебре.
После завершения спортивной карьеры получила образование промышленного инженера, работала чертёжницей в проектной организации. Впоследствии занималась административной работой в спортивном клубе «Динамо» из города Гера.